# Atletica leggera ai Giochi della XXIX Olimpiade - 400 metri ostacoli maschili
Ai Giochi della XXIX Olimpiade, tenutisi a Pechino nel 2008, la competizione dei 400 metri ostacoli maschili si è svolta dal 15 al 18 agosto presso lo Stadio nazionale di Pechino.

## Presenze ed assenze dei campioni in carica
| Competizione         | Atleta             | Prestazione | Pechino 2008 |
| -------------------- | ------------------ | ----------- | ------------ |
| Olimpiadi 2004       | Félix Sánchez      | 47”25       | Presente     |
| Commonwealth 2006    | Louis van Zyl      | 48”05       | Presente     |
| Europei 2006         | Periklīs Iakōvakīs | 48”46       | Presente     |
| Coppa del mondo 2006 | Kerron Clement     | 48”12       | Presente     |
| Asiatici 2006        | Kenji Narisako     | 48”78       | Presente     |
| Panamericani 2007    | Adam Kunkel        | 48”24       | Assente      |
| Africani 2007        | Louis van Zyl      | 48”74       | Presente     |
| Mondiali 2007        | Kerron Clement     | 47”61       | Presente     |
|                      |                    |             |              |
| Mondiali junior 2004 | Kerron Clement     | 48”51       | Presente     |

## Cronoprogramma
| 4 Batterie   | 15 agosto, ore 21:55 | 26 partenti   | Si qualificano i primi 3 + i 4 migliori tempi.  |
| 2 Semifinali | 16 agosto, ore 21:15 | 8 + 8         | Si qualificano i primi 4 di ciascuna semifinale |
| Finale       | 18 agosto, ore 22:00 | 8 concorrenti |                                                 |

## Gara
Il più veloce del primo turno è il giamaicano Markino Buckley con 48"65. Nella quarta batteria esce di scena il campione in carica, Félix Sánchez.
Angelo Taylor (campione a Sydney 2000) è il primo a scendere sotto i 48" vincendo la sua semifinale (47"94) sul connazionale Bershawn Jackson (48"02). La seconda serie, più lenta, è appannaggio del campione del mondo, Kerron Clement, in 48"27. Tutti e tre sono americani.
In finale Angeo Taylor parte più forte di tutti e conduce la gara fin dai primi metri. Si presenta davanti a tutti sul rettilineo d'arrivo, seguito da Kerron Clement, che perde il passo nell'affrontare l'ultimo ostacolo, compromettendo le possibilità di rimonta.
Taylor vince con il nuovo record personale, distaccando Clement di sei metri.
Per gli Stati Uniti è la quinta tripletta olimpica sulla specialità, dopo quelle del 1904, 1920, 1956 e 1960.

## Batterie
Venerdi 15 agosto.
Si qualificano per le semifinali i primi 3 classificati di ogni batteria. Vengono ripescati i 4 migliori tempi degli esclusi.

### 1ª Batteria
Ore 21:55.

| Pos | Corsia | Atleta             | Paese       | Tempo | Note |
| --- | ------ | ------------------ | ----------- | ----- | ---- |
| 1   | 4      | Bershawn Jackson   | Stati Uniti | 49"20 | Q    |
| 2   | 3      | Pieter de Villiers | Sudafrica   | 49"24 | Q    |
| 3   | 6      | Mahau Suguimati    | Brasile     | 49"45 | Q    |
| 4   | 8      | Jonathan Williams  | Belize      | 49"61 | q    |
| 5   | 2      | Kenji Narisako     | Giappone    | 49"63 |      |
| 6   | 7      | Edivaldo Monteiro  | Portogallo  | 49"89 |      |
| 7   | 5      | Harouna Garba      | Niger       | 55"14 |      |

### 2ª Batteria
Ore 22:05.

| Pos | Corsia | Atleta               | Paese       | Tempo | Note |
| --- | ------ | -------------------- | ----------- | ----- | ---- |
| 1   | 8      | Angelo Taylor        | Stati Uniti | 48"67 | Q    |
| 2   | 6      | Danny Mcfarlane      | Giamaica    | 48"86 | Q    |
| 3   | 5      | Alwyn Myburgh        | Sudafrica   | 48"92 | Q    |
| 4   | 4      | Bayano Kamani        | Panama      | 49"05 | q    |
| 5   | 3      | Aleksandr Derevjagin | Russia      | 49"19 | q    |
| 6   | 7      | Ibrahima Maiga       | Mali        | 50"57 |      |

### 3ª Batteria
Ore 22:15.

| Pos | Corsia | Atleta            | Paese        | Tempo | Note  |
| --- | ------ | ----------------- | ------------ | ----- | ----- |
| 1   | 5      | Markino Buckley   | Giamaica     | 48"65 | Q, RP |
| 2   | 8      | Louis Van Zyl     | Sudafrica    | 48"86 | Q     |
| 3   | 4      | Marek Plawgo      | Polonia      | 49"17 | Q     |
| 4   | 7      | Javier Culson     | Porto Rico   | 49"60 | q     |
| 5   | 3      | Yan Meng          | Cina         | 49"73 |       |
| 6   | 6      | Aleksey Pogorelov | Kirghizistan | 51"47 |       |

### 4ª Batteria
Ore 22:25.

| Pos | Corsia | Atleta              | Paese              | Tempo | Note |
| --- | ------ | ------------------- | ------------------ | ----- | ---- |
| 1   | 6      | Kerron Clement      | Stati Uniti        | 49"42 | Q    |
| 2   | 8      | Periklīs Iakōvakīs  | Grecia             | 49"50 | Q    |
| 3   | 3      | Isa Phillips        | Giamaica           | 49"55 | Q    |
| 4   | 7      | Dai Tamesue         | Giappone           | 49"82 |      |
| 5   | 5      | Félix Sánchez       | Rep. Dominicana    | 51"10 |      |
| 6   | 4      | Mowen Boino         | Papua Nuova Guinea | 51"47 |      |
| -   | 2      | Yevgeniy Meleshenko | Kazakistan         | Rit.  |      |

### Graduatoria Batterie
| Pos | Batteria | Corsia | Atleta               | Paese              | Tempo | Note  |
| --- | -------- | ------ | -------------------- | ------------------ | ----- | ----- |
| 1   | 3        | 5      | Markino Buckley      | Giamaica           | 48"65 | Q, RP |
| 2   | 2        | 8      | Angelo Taylor        | Stati Uniti        | 48"67 | Q     |
| 3   | 3        | 8      | Louis Van Zyl        | Sudafrica          | 48"86 | Q     |
| 4   | 2        | 6      | Danny Mcfarlane      | Giamaica           | 48"86 | Q     |
| 5   | 2        | 5      | Alwyn Myburgh        | Sudafrica          | 48"92 | Q     |
| 6   | 2        | 4      | Bayano Kamani        | Panama             | 49"05 | q     |
| 7   | 3        | 4      | Marek Plawgo         | Polonia            | 49"17 | Q     |
| 8   | 2        | 3      | Aleksandr Derevjagin | Russia             | 49"19 | q     |
| 9   | 1        | 4      | Bershawn Jackson     | Stati Uniti        | 49"20 | Q     |
| 10  | 1        | 3      | Pieter de Villiers   | Sudafrica          | 49"24 | Q     |
| 11  | 4        | 6      | Kerron Clement       | Stati Uniti        | 49"42 | Q     |
| 12  | 1        | 6      | Mahau Suguimati      | Brasile            | 49"45 | Q     |
| 13  | 4        | 8      | Periklīs Iakōvakīs   | Grecia             | 49"50 | Q     |
| 14  | 4        | 3      | Isa Phillips         | Giamaica           | 49"55 | Q     |
| 15  | 3        | 7      | Javier Culson        | Porto Rico         | 49"60 | q     |
| 16  | 1        | 8      | Jonathan Williams    | Belize             | 49"61 | q     |
| 17  | 1        | 2      | Kenji Narisako       | Giappone           | 49"63 |       |
| 18  | 3        | 3      | Yan Meng             | Cina               | 49"73 |       |
| 19  | 4        | 7      | Dai Tamesue          | Giappone           | 49"82 |       |
| 20  | 1        | 7      | Edivaldo Monteiro    | Portogallo         | 49"89 |       |
| 21  | 2        | 7      | Ibrahima Maiga       | Mali               | 50"57 |       |
| 22  | 4        | 5      | Félix Sánchez        | Rep. Dominicana    | 51"10 |       |
| 23  | 4        | 4      | Mowen Boino          | Papua Nuova Guinea | 51"47 |       |
| 24  | 3        | 6      | Aleksey Pogorelov    | Kirghizistan       | 51"47 |       |
| 25  | 1        | 5      | Harouna Garba        | Niger              | 55"14 |       |
|     | 4        | 2      | Yevgeniy Meleshenko  | Kazakistan         | Rit.  |       |

Legenda:
- Q = Qualificato per le semifinali;
- q = Ripescato per le semifinali;
- RN = Record nazionale;
- RP = Record personale;
- NP = Non partito;
- Rit. = Ritirato.

## Semifinali
Domenica 16 agosto.

Accedono alla Finale i primi 4 di ciascuna semifinale. Non ci sono ripescaggi.

### 1ª Semifinale
Ore 21:15.

| Pos | Corsia | Atleta               | Paese       | Tempo | Note |
| --- | ------ | -------------------- | ----------- | ----- | ---- |
| 1   | 5      | Angelo Taylor        | Stati Uniti | 47"94 | Q    |
| 2   | 6      | Bershawn Jackson     | Stati Uniti | 48"02 | Q    |
| 3   | 4      | Louis van Zyl        | Sudafrica   | 48"57 | Q    |
| 4   | 9      | Marek Plawgo         | Polonia     | 48"75 | Q    |
| 5   | 8      | Isa Phillips         | Giamaica    | 48"85 | .    |
| 6   | 2      | Aleksandr Derevjagin | Russia      | 49"23 | .    |
| 7   | 7      | Pieter de Villiers   | Sudafrica   | 49"44 | .    |
| 8   | 3      | Javier Culson        | Porto Rico  | 49"85 | .    |

### 2ª Semifinale
Ore 21:24.

| Pos | Corsia | Atleta             | Paese       | Tempo | Note  |
| --- | ------ | ------------------ | ----------- | ----- | ----- |
| 1   | 7      | Kerron Clement     | Stati Uniti | 48"27 | Q     |
| 2   | 4      | Danny McFarlane    | Giamaica    | 48"33 | Q     |
| 3   | 5      | Markino Buckley    | Giamaica    | 48"50 | Q, RP |
| 4   | 6      | Periklīs Iakōvakīs | Grecia      | 48"69 | Q     |
| 5   | 9      | Alwyn Myburgh      | Sudafrica   | 49"16 | .     |
| 6   | 3      | Jonathan Williams  | Belize      | 49"64 | .     |
| 7   | 8      | Mahau Sugimachi    | Brasile     | 50"16 | .     |
| 8   | 2      | Bayano Kamani      | Panama      | 50"48 | .     |

### Graduatoria Semifinali
| Batteria | Corsia | Atleta               | Nazionalità | Tempo | Note  |
| -------- | ------ | -------------------- | ----------- | ----- | ----- |
| 1        | 5      | Angelo Taylor        | Stati Uniti | 47"94 | Q     |
| 1        | 6      | Bershawn Jackson     | Stati Uniti | 48"02 | Q     |
| 2        | 7      | Kerron Clement       | Stati Uniti | 48"27 | Q     |
| 2        | 4      | Danny McFarlane      | Giamaica    | 48"33 | Q     |
| 2        | 5      | Markino Buckley      | Giamaica    | 48"50 | Q, RP |
| 1        | 4      | Louis van Zyl        | Sudafrica   | 48"57 | Q     |
| 2        | 6      | Periklīs Iakōvakīs   | Grecia      | 48"69 | Q     |
| 1        | 9      | Marek Plawgo         | Polonia     | 48"75 | Q     |
| 1        | 8      | Isa Phillips         | Giamaica    | 48"85 | .     |
| 2        | 9      | Alwyn Myburgh        | Sudafrica   | 49"16 | .     |
| 1        | 2      | Aleksandr Derevjagin | Russia      | 49"23 | .     |
| 1        | 7      | Pieter de Villiers   | Sudafrica   | 49"44 | .     |
| 2        | 3      | Jonathan Williams    | Belize      | 49"64 | .     |
| 1        | 3      | Javier Culson        | Porto Rico  | 49"85 | .     |
| 2        | 8      | Mahau Sugimachi      | Brasile     | 50"16 | .     |
| 2        | 2      | Bayano Kamani        | Panama      | 50"48 | .     |

Legenda:
- Q = Qualificato per la finale;
- RN = Record nazionale;
- RP = Record personale;
- NP = Non partito;
- Rit. = Ritirato.

## Finale
Lunedì 18 agosto, ore 22:00. Stadio nazionale di Pechino.
| Pos | Corsia | Atleta             | Paese       | Tempo | Note                                                                    |
| --- | ------ | ------------------ | ----------- | ----- | ----------------------------------------------------------------------- |
|     | 4      | Angelo Taylor      | Stati Uniti | 47"25 | Miglior prestazione mondiale stagionale · Miglior prestazione personale |
|     | 5      | Kerron Clement     | Stati Uniti | 47"98 |                                                                         |
|     | 6      | Bershawn Jackson   | Stati Uniti | 48"06 |                                                                         |
| 4   | 9      | Danny McFarlane    | Giamaica    | 48"30 |                                                                         |
| 5   | 7      | Louis van Zyl      | Sudafrica   | 48"42 |                                                                         |
| 6   | 2      | Marek Plawgo       | Polonia     | 48"52 |                                                                         |
| 7   | 8      | Markino Buckley    | Giamaica    | 48"60 |                                                                         |
| 8   | 6      | Periklīs Iakōvakīs | Grecia      | 49"96 |                                                                         |

Angelo Taylor è il terzo atleta che riesce a vincere due volte il titolo olimpico nei 400 ostacoli. Prima di lui l'impresa era riuscita a Glenn Davis (1956 e 1960) e Edwin Moses (1976 e 1984).

Il quarto classificato, Danny McFarlane, ha battuto con 48"30 il record mondiale Master (atleti oltre i 35 anni d'età).
Legenda:
- MS = migliore prestazione mondiale dell'anno;
- RN = Record nazionale;
- RP = Record personale;
- NP = Non partito.